# Emílie Priknerová
Emílie Priknerová-Nešporová (rozená Priknerová, 23. března 1845 Humny (část obce Pchery) u Kladna – ?) byla česká pedagožka, novinářka spolková činovnice, sufražetka a feministka, učitelka literatury, technických a rukodělných předmětů. Stala se jednou z prvních řídících učitelek a ředitelek škol v Čechách v období Rakouska-Uherska.

## Život

### Mládí
Narodila se v obci Pchery nedaleko Kladna v české měšťanské rodině. Matka byla rozená Cifková a pocházela z Budyně nad Ohří. Díky přátelství s paní Marií Pichlovou, píšící pod pseudonymem Marie Čacká, ženou horního lékaře Jana Bojislava Pichla, vyrůstala Emílie jako emancipovaná dívka. Následně se přesunula do Prahy, kde získávala vzdělání na německém učitelském ústavu k nastoupení učitelského povolání. Toto povolání bylo v té době při výkonu spojeno s příslibem celibátu, Priknerová tak měla zůstat svobodná. Stala se učitelkou literatury a také tzv. industrielní učitelkou, tedy učitelkou technických a rukodělných předmětů.

### Ženské hnutí
Spolupracovala s předními osobnostmi českého ženského emancipačního hnutí na zlepšení podmínek vzdělávání žen, jako byli například Karolína Světlá, Eliška Krásnohorská či Sofie Podlipská. Ty spolu s mecenášem Vojtou Náprstkem založily roku 1865 ženský spolek Americký klub dam, jehož byla Priknerová členkou. Ty spolu s Priknerovou, Emílií Bártovou či Věnceslavou Lužickou založili roku 1871 tzv. Ženského výrobního spolku českého. Z gesce spolku byla pro tyto ženy otevřena řemeslná a obchodní škola. Ten si dal za cíl zaopatřit zejména, také válečné, vdovy a matky samoživitelky, které po ztrátě manžela nebyly schopny zajistit sobě, případně rodině, obživu a často tak upadaly do chudoby. Výuka nejprve probíhala v budově bývalé obecné školy u kostela Nejsvětější Trojice ve Spálené ulici. První předsedkyní spolu byla Karolína Světlá, po jejím odstoupení ze zdravotních důvodů roku 1879 pak tuto funkci po krátkém přechodném období převzala Emílie Bártová, která roku 1880 předsednictví převzala a vykonávala jej až do své smrti.

### Řídící učitelka
Priknerová si rovněž doplnila vzdělání na Skřivanově vzdělávacím ústavu, aby mohla vyučovat též obchodní nauky. Posléze získala v ženském výrobním spolku pozici řídící učitelky a zastávala v prvních letech též pozici ředitelky školy, jako jedna z prvních žen v Čechách. V polovině 70. letech 19. století navštěvovalo školu spolku několik stovek studentek. K ženským tématům se Priknerová vyjadřovala v rámci veřejného a spolkového života a v textech časopisu Ženského výrobního spolku Ženské listy a dalších.
Roku 1885 se Priknerová provdala za Antonína Nešpora, musela z toho důvodu opustit veškeré učitelské funkce. Přijala jeho příjmení. Následně svou činnost v ženském hnutí výrazně utlumila, patrně se začala věnovat rodině.